# Большеболдинський район
Большеболдинський район (рос. Большеболдинский район) — адміністративно-територіальна одиниця (район) та муніципальне утворення (муніципальний район) у південно-східній частині Нижньогородської області Росії.
Адміністративний центр — село Велике Болдино.

## Історія
Район було утворено 1929 року.

## Населення
| 1939    | 1959    | 1970    | 1979    | 1989    | 2002    | 2008    |
| ------- | ------- | ------- | ------- | ------- | ------- | ------- |
| 37 792  | ↘29 230 | ↘21 262 | ↘16 039 | ↘14 156 | ↘13 035 | ↘11 720 |
| 2009    | 2010    | 2011    | 2012    | 2013    | 2014    | 2015    |
| ↘11 494 | ↗12 035 | ↘12 006 | ↘11 864 | ↘11 623 | ↘11 506 | ↘11 463 |
| 2016    | 2017    |         |         |         |         |         |
| ↘11 333 | ↘11 180 |         |         |         |         |         |